# 70. peruť RAF
70. peruť (anglicky No. 70 Squadron, někdy uváděno v podobě No. LXX Squadron) je první peruť Royal Air Force operačně užívající Airbus A400M Atlas.

## Historie

### První světová válka

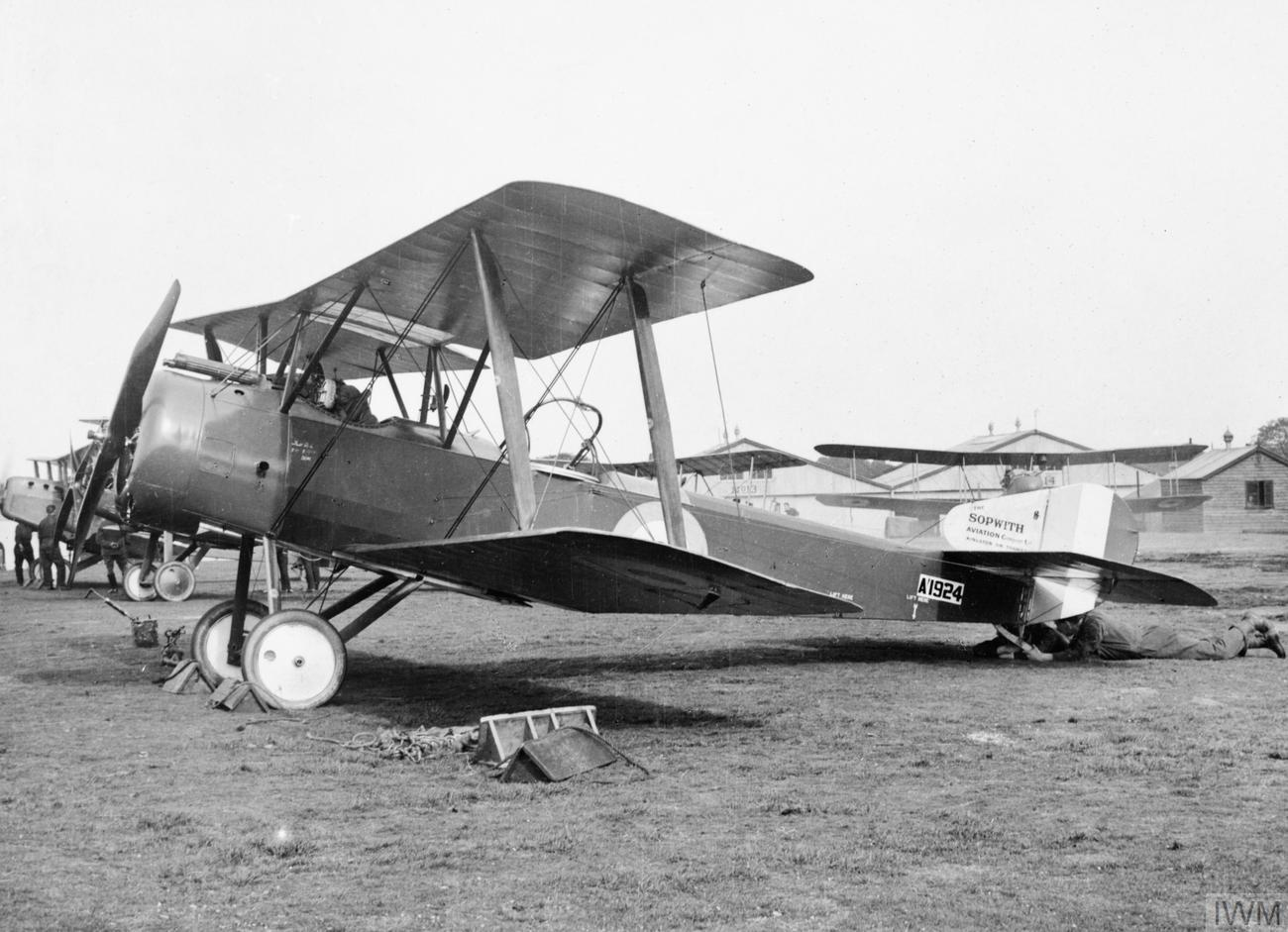
Sopwith 1½ Strutter sériové číslo A1924 70. peruti RFC. Zrušen 20. října 1916.

Peruť byla založena 22. dubna 1916 ve Farnborough a byla vybavena letouny Sopwith 1½ Strutter. Působila pak na francouzské frontě a v roce 1917 byla přezbrojena stroji Sopwith Camel.
Za první světové války si peruť nárokovala 298 vzdušných vítězství, a mezi jejími příslušníky bylo 19 es, včetně Franka Grangera Quigleyho, Johna Todda, Franka Hobsona, Oscara Herona, Franka Gorringe, Waltera M. Carlawa, George Roberta Howsama, Clive Franklyna Colletta, Alfreda Michaela Kocha, Kennetha Bowmana Watsona, Noela Webba, Edwarda Gribbena, a Frederika Laurence.

### Meziválečné období
V lednu 1920 byla krátce rozpuštěna a o devět dnů později obnovena v egyptské Heliopolis přečíslováním 58. peruti. Peruť byla vybavena stroji Vickers Vimy a sloužila v bombardovací a transportní úloze. Po přeložení do Hinaidi v Iráku v prosinci 1921 peruť přešla na letouny Vickers Vernon a v roce 1926 na Vickers Victoria. Mimo zajištění letecké přepravy pro potřeby jak leteckých tak pozemních jednotek byly její stroje také užívány jako letecké ambulance a zajišťovaly leteckou dopravu pošty na trase Bagdád-Káhira. V té době byl velitelem peruti Group Captain Eric Murray, který v roce 1929 podnikl první let do Kapska v zájmu Imperial Airways, které v té době hledaly trasy pro civilní přepravu.
V prosinci 1928 v souvislosti s povstáním proti emírovi v Afghánistánu se 70. peruť podílela na první rozsáhlé vzdušné evakuaci, kábulském vzdušném mostu, kdy během dvou měsíců přepravila 586 britských a evropských diplomatů a civilistů, přes hory vysoké až 3 000 m, často za nepříznivých povětrnostních podmínek.
V listopadu 1934 byla peruť přezbrojena typem Vickers Valentia. V letech 1937 až 1939 operovala ze základny RAF Habbaniya a v srpnu 1939 se vrátila do Egypta.

### Druhá světová válka
Po vypuknutí druhé světové války a vstupu Itálie  do ní byla peruť vybavena stroji Vickers Wellington a 18. září zahájila operace v Západní poušti, útoky proti cílům od lodních transportů a letišť po skladiště a zásobovací kolony. V roce 1940 byl odřad jednotky poslán do Tatoi k podpoře spojeneckých sil hájících Řecko a v roce 1941 se peruť zúčastnila operací k obsazení vichistické Sýrie a potlačení povstání Rašída Alího.
70. peruť poté operovala z mnoha různých letišť k podpoře postupu 8. armády na západ do Libye a Tuniska. V listopadu 1943 se přesunula do Džedeidy, okolo 30 km západně od Tunisu, čímž se v jejím dosahu ocitly i průmyslové cíle v severní Itálii.
Mezi prosincem 1943 a říjnem 1945 peruť přesídlila do italské Foggie, kde byly její Wellingtony nahrazeny dálkovými Liberatory. Peruť již dříve působila nad Balkánem, ale Liberator jí poskytl dosah umožňující kladení min do Dunaje, jakož i pokračování v útocích na cíle v jižní Francii, Rakousku a severní Itálii.

### Po druhé světové válce

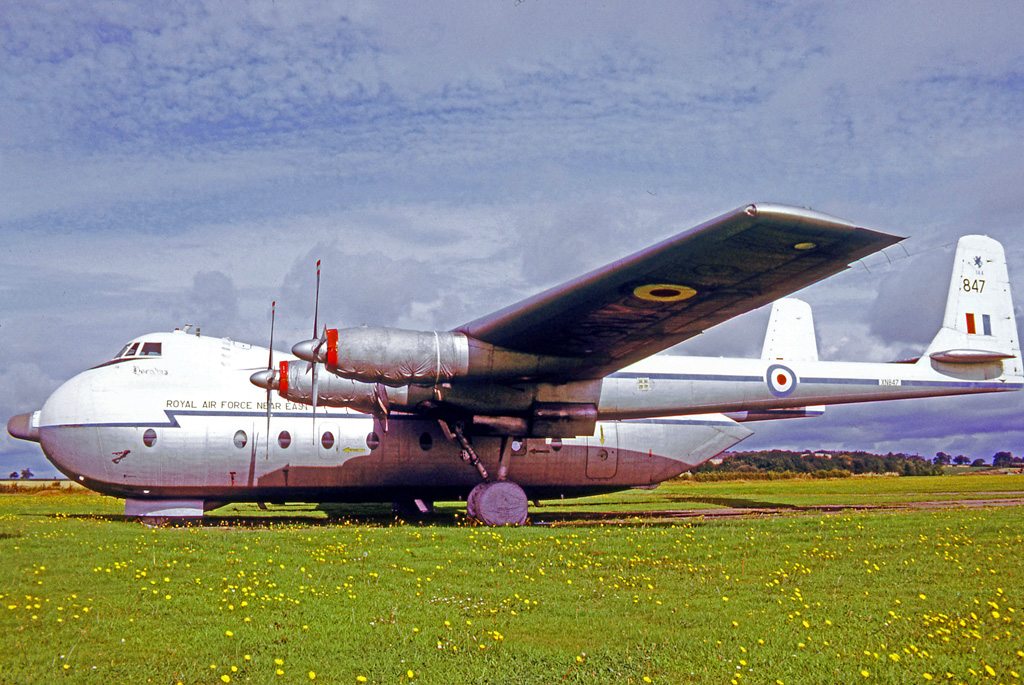
Armstrong Whitworth Argosy C.1 70. peruti pojmenovaný Horatius, 1971.

Peruť byla rozpuštěna v září 1947 a znovu aktivována v květnu 1948 v egyptském Kabrítu přečíslováním 215. peruti. Byla vybavena Dakotami, až do roku 1950, kdy byla přezbrojena letouny Vickers Valetta. V roce 1955 byla peruť přeložena na základnu RAF Nicosia na Kypru a vybavena stroji Handley Page Hastings. Později užívala i dvojmotorové spojovací stroje Percival Pembroke. V roce 1966 se peruť přesunula na základnu RAF Akrotiri. V době působení zde získala Lord Trophy v soutěži s pěti dalšími transportními perutěmi na základně RAF El Adem.
Po krátkém období užívání letounů Armstrong Whitworth Argosy C.1 peruť v roce 1970 zahájila přechod na typ Hercules a v roce 1975 se přesunula na základnu RAF Lyneham, po 55 letech strávených mimo Spojené království. Peruť byla deaktivována v září 2010, po 35 letech provozu typu Hercules z Lynehamu.
Peruť byla obnovena 1. října 2014 a oficiálně byla aktivována 24. července 2015 po předání nové standarty princeznou Annou.

## Užívaná letadla
(Údaje dle:)
| Data                                              | Letoun                     | Varianta                     | Poznámka                                   |
| ------------------------------------------------- | -------------------------- | ---------------------------- | ------------------------------------------ |
| 1916–1917                                         | Sopwith 1½ Strutter        |                              | jednomotorový bojový dvojplošník           |
| 1917–1919                                         | Sopwith Camel              |                              | jednomotorový stíhací dvojplošník          |
| 1919                                              | Sopwith Snipe              |                              | jednomotorový stíhací dvojplošník          |
| 1920                                              | Handley Page O/400         |                              | dvojmotorový dvojplošný bombardér          |
| 1920–1922                                         | Vickers Vimy               |                              | dvojmotorový dvojplošný bombardér          |
| 1922–1926                                         | Vickers Vernon             |                              | dvojmotorový dvojplošný transportní letoun |
| 1924–1926 1926–1934 1928–1934 1930–1935 1931–1935 | Vickers Victoria           | Mk.I Mk.III Mk.IV Mk. V Mk.V | dvojmotorový dvojplošný transportní letoun |
| 1935–1940                                         | Vickers Valentia           |                              | dvojmotorový dvojplošný transportní letoun |
| 1940–1943 1943–1945                               | Vickers Wellington         | Mk.III Mk.X                  | dvojmotorový střední bombardér             |
| 1945–1946                                         | Consolidated Liberator     | Mk.VI                        | čtyřmotorový těžký bombardér               |
| 1946–1947                                         | Avro Lancaster             | B.1(FE)                      | čtyřmotorový těžký bombardér               |
| 1948–1950                                         | Douglas Dakota             |                              | dvojmotorový transportní letoun            |
| 1950–1956                                         | Vickers Valetta            | C.1                          | dvojmotorový transportní letoun            |
| 1956–1968                                         | Handley Page Hastings      | C.1 a C.2                    | čtyřmotorový transportní letoun            |
| 1967–1975                                         | Armstrong Whitworth Argosy | C.1                          | čtyřmotorový transportní letoun            |
| 1970–1980                                         | Lockheed Hercules          | C.1                          | čtyřmotorový transportní letoun            |
| 1980–2010                                         | Lockheed Hercules          | C.3                          | čtyřmotorový transportní letoun            |
| od 2014                                           | Airbus Atlas               |                              | čtyřmotorový transportní letoun            |